# Ирано-оманские отношения
Ирано-оманские отношения — двусторонние дипломатические отношения между Ираном и Оманом.

## История
В 1960-х и 1970-х годах Иран оказал военную помощь Оману в ходе восстания в Дофаре. Во время Ирано-иракской войны (1980-88) Иран и Ирак тайно провели переговоры в Маскате по подписанию соглашения о прекращении огня. Несмотря на то, что соглашение не было подписано, переговоры привели к уменьшению недоверия между сторонами. После 1988 года Оман выступал в качестве посредника для восстановления дипломатических отношений между Ираном и Великобританией, Ираном и Саудовской Аравией.
В последние десятилетия традиционно хорошие отношения Омана с Ираном были несколько испорчены из-за случаев иранских атак на нефтяные танкеры в Персидском заливе и размещения Ираном ракетных пусковых установок китайского производства HY-2 у берегов Ормузского пролива. В ответ, Султанат Оман усилил свое военное присутствие в мухафазе Мусандам, которая расположена всего в шестидесяти километрах от территории Ирана. Хотя Иран и не проявляет враждебности, он является стратегической угрозой номер один для Омана. Правительство Омана считает, что угроза конфронтации с Ираном может быть снижена путем дипломатических переговоров. По этой причине правительство Омана старается проводить сбалансированную внешнюю политику в своих отношениях с США и Ираном. Министерство иностранных дел Омана делала заявление, что Султанат надеется на прямые переговоры Вашингтона с Тегераном, что помогло бы разрешить кризис по ядерной программе Ирана. Султанат Оман подчеркивал, что не имеет оснований сомневаться в заявлениях Ирана в том, что его ядерная программа имеет чисто гражданскую направленность.
У Омана сложились самые крепкие отношения с Ираном из всех государств Совета сотрудничества арабских государств Персидского залива, так как он старается  избегать прямого противодействия своему крупному соседу на севере. Официальные лица Омана осуществляют визиты в Иран, а полиция и вооружённые силы Омана поддерживают открытые каналы связи со своими иранскими коллегами по вопросам, представляющим взаимный интерес, таких как: пресечение незаконной эмиграции, борьба с контрабандой и незаконным распространением наркотических средств. Иран тщательно контролирует поездки своих граждан в Оман. В целом двустороннее сотрудничество между странами носит ограниченный характер, а экономические и коммерческие связи минимальны. Однако, есть признаки того, что страны стараются укрепить свои двусторонние отношения. Иран стремится увеличить туризм, торговлю и инвестиции с Оманом, а также наладить военные связи с этой страной. Правительство Омана реагирует на эти инициативы положительно, хотя и с осторожностью.

## Торговля
В первые 9 месяцев 2017 года объём товарооборота между странами составил сумму около 390 млн. долларов США. Иран экспортировал в Оман более 700 000 тонн железа и стали на сумму 200 млн долларов США. Остальная часть экспорта Ирана в Оман: смола, медный катод, нефтехимические продукты, продукты питания, фрукты, овощи и строительные материалы. Иран является 11-м по величине торговым партнёром Омана. Товарооборот между странами продемонстрировал существенный рост с 2013 по 2016 года: с 148 млн долларов США до 540 млн долларов США.